# Il grande Blek
Il grande Blek è una serie di strisce a fumetti incentrata sul personaggio di Blek Macigno ideata dal gruppo EsseGesse (ovvero i tre sceneggiatori e disegnatori Giovanni Sinchetto, Dario Guzzon e Pietro Sartoris) pubblicata in Italia negli anni cinquanta dall'Editoriale Dardo. Raggiunse una tiratura di 400 000 copie settimanali ed è stato più volte ristampato, imponendosi non solo in Italia ma anche sul mercato europeo dove sono state pubblicate versioni del personaggio realizzate anche da altri autori italiani e stranieri.

## Storia editoriale
La serie esordì il 3 ottobre 1954 nella Collana Freccia dell'Editoriale Dardo, realizzata dalla EsseGesse fino al 1965 quando i rapporti tra gli autori e l'editore si interruppero; la serie con il personaggio venne quindi proseguita da altri autori, sia in Italia che poi in Francia e in Jugoslavia. Il personaggio continuò a essere pubblicato nella stessa collana fino a ottobre 1967 per 654 albi a strisce divisi in 33 serie.
Durante la gestione della EsseGesse la collana raggiunse presto tirature di 300 000 copie alla settimana, imponendosi non solo in Italia ma anche sul mercato europeo con un successo che si mantenne costante per tutti gli anni cinquanta e nei due decenni successivi raggiungendo tirature fino alle 400 000 copie e, come ricorda Giovanni Sinchetto «[...] il successo non si fece attendere, fu lungo e duraturo. Negli anni d'oro, Blek vendeva 400 000 copie a settimana, più di Miki, più di Tex, più di tutti». Il personaggio venne pubblicato con successo fino al 1965 quando la EsseGesse, per conflitti sorti con il direttore responsabile, decise di interrompere la collaborazione nonostante la vasta popolarità di cui ancora godeva la serie; il personaggio rimase nelle disponibilità dell'editore che decise di pubblicarne nuove avventure affidandone la realizzazione ad Amilcare Medici e a diversi disegnatori. L'ultimo numero firmato dal trio di autori è il terzo della XXVII serie e i loro successori non riuscirono a mantenere gli stessi standard di qualità tant'è che in poco tempo le vendite calarono disastrosamente. In Italia dopo la conclusione della serie inedita il personaggio venne ristampato numerose volte. Nuove storie vennero realizzate in Francia dove il personaggio conobbe un nuovo successo a scapito di uno stravolgimento di alcuni aspetti come le sue origini. L'esclamazione usata dagli inglesi in tutta la serie, il famoso "Goddam", la cui traduzione letterale è una bestemmia, rimane senza censure in un periodo di puritanesimo assoluto come gli anni cinquanta.
Negli anni settanta, nella collana Freccia Pocket, vennero editi undici volumi con le storie inedite in Italia di produzione francese. Solo nel 1994 Dario Guzzon, unico superstite del trio, riprese la collaborazione con la Dardo realizzando nuove serie di strisce pubblicate in una collana che si conclude nel 2003 dopo 225 numeri anche se le storie nuove realizzate appositamente sono solo quelle edite fino al n°45 mentre il resto sono ristampe delle avventure scritte da Carlo Cedroni.

### Ristampe
Le storie del personaggio sono state ristampate varie volte dall'Editoriale Dardo, in diverse collane di diverso formato, già a partire dal 1956 con la Collana Prateria fino al 1957 quando esordisce una nuova serie della collana che pubblica in ogni albo sia le avventure del personaggio che quelle di Capitan Miki edita fino al 1976 per 345 numeri. Una seconda ristampa, Gli Albi del Grande Blek, verrà edita dal 1963 al 1972 in formato libretto a colori presentando anche materiale inedito in Italia realizzato per il mercato francese. Altre collane di ristampe, che presentavano sia storie del personaggio che di Capitan Miki, furono la Collana Scudo, edita dal 1967 al 1970 per 30 numeri, la Collana Freccia, dal 1968 al 1977, per di 45 volumi, Miki e Blek Gigante, edita dal 1970 al 1976 per 147 numeri e concludendo le pubblicazioni con storie inedite e che riprese dal 1976 al 1977 per altri 16 volumi che ristamparono cronologicamente la serie a strisce; seguì poi la Nuova Collana Prateria, edita nel 1977 per 12 volumi.
Negli anni ottanta vennero pubblicate in appendice alle storie del Comandante Mark pubblicate sulla Nuova Collana Araldo, dal n. 222 al n. 280.
Negli anni novanta l'editore ripropose le storie del personaggio in formato bonelliano nella collana Blek, edita per 52 volumi dal 1990 al 1994 e nella collana Il Grande Blek Gigante, edita per 16 volumi dal 1990 al 1995 che proponeva storie realizzate per il mercato francese. Successivamente nella Collana Reprint venne edita una serie di 226 volumi divisi in 22 serie pubblicati dal 1994 al 2003 in una confezione con quattro albi a striscia dei quali tre erano una ristampa anastatica e il quarto presentava nuove storie realizzate da Mario Volta e disegnate da Lina Buffolente e Vladimiro Missaglia oppure adattamenti di materiale realizzato per il mercato francese; seguirono poi Il Mitico Trapper Blek, serie di 37 volumi pubblicata dal 2000 al 2001 con la ristampa cronologica e completa delle prime tre serie. Dal 2002 le Edizioni If hanno ristampato le storie sia italiane che straniere del personaggio.

### Edizioni estere
Gran parte del materiale prodotto in Italia verrà stampato tradotto anche all'estero come ad esempio in Francia dove riscontrerà un notevole successo (300 000 copie) e che dopo la conclusione della produzione italiana verranno realizzate storie appositamente per il mercato francese scritte da altri autori che tra l'altro in una storia apocrifa sul passato di Blek stravolgeranno alcune caratteristiche del personaggio. Anche in Jugoslavia il successo fu notevole (100 000 copie a numero) tanto che negli anni ottanta verranno realizzate nuove storie da disegnatori e sceneggiatori locali. Dal 1980 ben cinquanta nuove avventure furono realizzate in Iugoslavia da Bane Kerac, Pavel Koza, Branko Plavsic, A. Muminovic, alcune delle quali apparse per la prima volta in Italia sui volumi giganti del Grande Blek del 1992.
Nel 1957 la prima avventura di Blek viene pubblicata a Londra con il titolo "Blake the trapper" nella collana edita dalla casa editrice "Miller & Son" che pubblicava materiale western d'importazione senza però molto successo.
Tra il 1978 e il 1984 alcuni nuovi episodi vengono realizzati in Grecia per il settimanale MPLEK (Blek) dall'artista Byron Aptosoglou.
Si possono ricordare inoltre l'edizione jugoslava: 1975, Lunov Magnus Strip (128/995), slovena: 2000, Veliki Blek (1/41+1sp), serba: 1994, Strip Razonoda: Blek Stena (2/22) e croata: 2005, Blek. Inoltre esce nei paesi nordici, nel 1957, col nome Davy Crockett nella testata Praerie Bladet e di recente in Norvegia edito dalla Thule (9 volumi dal 2001/2005). Esistono longeve edizioni pure in Grecia e Turchia.
In Spagna viene pubblicato come Blek el gigante nel 1956 (ma i fascicoli sono senza data) dalle Edic. Toray, nella collana Selección de Aventuras (2ª serie), dai numeri 60 al 129.

## Genesi del personaggio
Nel 1953 il trio EsseGesse scrisse una storia che venne pubblicata a puntate in appendice della rivista a fumetti Cagliostro intitolata "Il Piccolo Trapper" nella quale compaiono aspetti e personaggi che si ritroveranno in Blek. Gli autori decidono di lasciare il ragazzino ma di sostituire il cupo e rozzo Black con un gigante alto, bello, sorridente e con lunghi capelli biondi di nome Blek Macigno. La figura del trapper Blek deriva dall'interpretazione dei personaggi presenti nelle letture giovanili dei tre autori di opere ambientate durante le guerre anglo-francesi nelle colonie americane come L'ultimo dei Mohicani, anche se poi le avventure del personaggio verranno ambientate durante la successiva Rivoluzione Americana.

## Biografia del personaggio
Blek è un atletico trapper dai lunghi capelli biondi che indossa sempre un cappello di marmotta, un gilè di pelliccia che copre il torace e dei pantaloni rossi. Per combattere usa principalmente le mani nude, ma utilizza anche il fucile "Kentucky" usato dai cacciatori americani dell'epoca. Conosciuto come "Blek Macigno" per la sua stazza e la sua forza nella lotta per raggiungere l'indipendenza dell'America coloniale contro il predominio inglese, scontrandosi frequentemente con le giubbe rosse. Comprimari fissi delle sue avventure sono un coraggioso adolescente, Roddy Lassiter, e lo scienziato professor Cornelius Occultis. Non sono presenti personaggi femminili. Le spalle del personaggio sono il piccolo orfano Roddy e il Professor Occultis, truffatore però colto e raffinato con conoscenze mediche, che pare sia venuto con i genitori di Blek in America quando l'eroe era solo un bambino.
Nelle "Origini di Blek" scritte da Marcell Navarro e illustrate da Jean-Yves Mitton si riscrivono completamente le origini del personaggio: Blek è nato a Saint-Malo in Bretagna il 27 novembre del 1749 col nome di Yannick Leroc, figlio del cartografo del Re, Diodato Leroc, mentre il nome della madre è Maria. Dopo molte rocambolesche avventure Yannick diventa un corsaro che lotta contro pirati e negrieri con una nobiltà d'animo che ricorda i celebri personaggi di Emilio Salgari. Con il padre divenuto vedovo Yannick parte all'esplorazione dell'allora inesplorato passaggio a nord-ovest del continente americano. Ma la nave fa naufragio e Yannick perde suo padre. Il giovane gigante francese viene salvato dagli esquimesi con cui rimane a vivere un periodo di pace e serenità per poi partire per il sud verso il San Lorenzo dove viene catturato dai Montagnais o Innu (in italiano più semplicemente gli Algonchini). Al palo della tortura viene graziato «e da quel giorno presi il nome Blek, che in indiano vuol dire appunto "dai capelli d'oro". Divenni anch'io un indiano! Dimenticai la mia nascita, le mie origini, la mia razza! ero completamente felice!» In conclusione di questa avventura salva la moglie e la figlia dell'avvocato Connoly, prigioniere dell'esercito inglese, e l'avvocato lo nomina capo indiscusso dei trapper..
L'autore Bane Kerac pubblica in Iugoslavia nel 1980 sulla rivista Strip Zabavnik l'episodio "Cuore spezzato" nella quale Blek incontra una guerriera indiana chiamata Piccolo Piede che sposa ma perde subito dopo un attacco al forte inglese "Killer". Si scoprirà che in realtà Piccolo Piede è ancora viva, ma ricomparirà solo dopo alcuni anni.

## Impatto culturale
- Il grande Blek è un film del 1987 diretto da Giuseppe Piccioni[11][44]. Il titolo fa riferimento alla passione del giovane protagonista per il mondo dei fumetti e in particolare alla collana degli albi del grande Blek, molto popolari negli anni '60[45][46].
- Alla fine degli anni '80, Gianfranco Manfredi, che aveva già fatto lo sceneggiatore della serie televisiva di Valentina, ha la possibilità di una co-produzione con il Canada e vuole realizzare un telefilm su Blek Macigno. Purtroppo il progetto, per problemi di produzione, salta. L'unico buon risultato del contatto con Casarotti è la nascita dello sfortunato Gordon Link (agosto del 1991), realizzato graficamente da Raffaele Della Monica.[47]
- Storie del personaggio sono state realizzate amatorialmente da Sergio Franzini con il breve episodio "Coccarde nere";[48] Corrado Civello ha realizzato su testi di Luciano Spanò, l'episodio "Il pipistrello è vivo";[49] Civello ha inoltre realizzato anche tre storie a fumetti di Capitan Miki. Ed infine Marco Pugacioff ha realizzato molte altre avventure di Blek, tra cui "L'amour et la mort" su testi di Bernard Pericon,[50] in cui si viene a sapere che Piccolo Piede ha avuto una bambina da suo marito e "Sfida al diavolo", in cui Blek Macigno muore[51].
- Una canzone di Mario Castelnuovo del 1988 è dedicata al personaggio[11].
- Sul n. 141 di Kiwi del gennaio del 1967 vi compare una pubblicità della società Festa di Parigi che reclamizza una maschera di Blek per l'imminente carnevale[52].
- Nel 2010 esce in edicola una collana intitolata "I protagonisti del Fumetto 3D" della Hobby & Work in cui in ogni numero vi è un fascicolo illustrato con allegata una statuina. Tra i numerosi personaggi (Tex Willer, Il comandante Mark, Capitan Miki, Tiramolla) vi è al n. 11 anche Blek Macigno.

## Curiosità
- In Francia le edizioni Lug che pubblicavano le storie di Blek realizzano in tiratura limitata una medaglia con in bassorilievo il volto di Blek con la scritta Blek Le Roc da regalare ai lettori come premio per le cento migliori lettere inviate.[senza fonte]
- Vi è un grossolano errore storico sul numero 25 (L'isola degli agguati 1) della ristampa della Gazzetta dello Sport Grandi Opere. A pagina 35 troviamo il dottor Occultis che, in un negozio di antiquariato, attribuisce, ad un orologio tedesco, la data di costruzione "1860". Essendo un fumetto ambientato nelle Americhe pre-indipendenza (cioè prima del 1776), è davvero singolare che questo errore sia sfuggito a tutte le varie ristampe e correzioni che si sono avvicendate per 65 anni.